# 雀斑吻鰕虎魚
雀斑吻鰕虎魚（学名：Rhinogobius lentiginis）为鰕虎魚科吻鰕虎魚屬的鱼类，俗名雀斑栉鰕虎魚。在中国，分布于浙江等。该物种的模式产地在浙江天台。

## 扩展阅读
維基物種上的相關：雀斑吻鰕虎魚